# Нам, живущим
«Нам, живущим» (англ. For Us, The Living: A Comedy of Customs) — утопический роман Роберта Хайнлайна, литературный дебют писателя, созданный в 1938 году. Отвергнутый двумя издателями, роман не публиковался при жизни Хайнлайна, после его смерти считался утраченным. Случайно сохранившаяся рукопись была опубликована в ноябре 2003 года с предисловием Спайдера Робинсона, который сравнил текст с молекулой ДНК, заключающей в себе всё творчество автора. Заглавие отсылает к «Геттисбергской речи» Авраама Линкольна.

## Сюжет
Действие начинается летом 1939 года, когда лейтенант Перри Нельсон сорвался на автомобиле с обрыва, и очнулся в 2086 году. Мир, в котором он оказался — либеральная утопия. Здесь нет никаких ограничений на частную жизнь, в частности, нудизм, распространены полигамные семьи, процветают науки и искусства, газеты печатают не светские сплетни, а новости техники и разъяснения последних научных открытий. Америка нового мира не знает войн и социальной напряжённости (Европа практически вымерла от последствий Сорокалетней войны). Религия признана антисоциальной доктриной, каждый гражданин обеспечен неплохим прожиточным уровнем по праву рождения. Экскурсоводом по миру будущего для Нельсона становится прекрасная девушка Диана.
По мнению С. Робинсона, первый роман Хайнлайна является «подборкой утопических лекций», напоминая «Взгляд назад» Э. Беллами, а также «Когда спящий проснётся» и «Облик грядущего» Г. Уэллса.

## История создания и публикации
Точное время создания романа остаётся неизвестным, почти нет документальных свидетельств о работе Хайнлайна над текстом. В письме Дж. Кемпбеллу от 18 декабря 1939 года, он сообщал, что «год назад… написал целый роман». Побудительным мотивом, видимо, был провал на выборах и невозможность выплачивать закладную за дом, но в итоге работа привела Хайнлайна к осознанию, что литература — его жизненное призвание. Роман был последовательно отвергнут двумя издательствами: он совершенно не вписывался в каноны американской НФ того времени, не имел захватывающего сюжета, и более всего напоминал социологический трактат. Совершенно неприемлемыми для редакторов того времени были рассуждения о свободной любви и т. д. В дальнейшем фрагменты романа были реализованы в повести «Если это будет продолжаться...», утопическом романе «Там, за гранью» (где была использована экономическая доктрина мира «Нам, живущим»), рассказе «Дороги должны катиться». Хайнлайн больше не пытался опубликовать роман; перед смертью он уничтожил все неопубликованные рукописи.
После смерти Хайнлайна в 1988 году, литературовед Л. Стовер (специалист по Герберту Уэллсу) был приглашён вдовой — Вирджинией Хайнлайн — в качестве официального биографа. Он начал поиски неизвестных биографических свидетельств и смог получить у адмирала Калеба Лэнинга переписку с Хайнлайном за 50 лет их знакомства, и многое другое. Оказалось, что среди материалов, полученных от К. Лэнинга, была и копия рукописи «Нам, живущим». Сначала предполагалось опубликовать роман после издания биографической книги Стовера, которая должна была стать рекламой неизвестного поклонникам текста. Однако потом у них произошла размолвка и В. Хайнлайн отозвала назад своё предложение. Стовер отдал рукопись студенту М. Хантеру для использования в учебном проекте — сопоставлении первого романа Хайнлайна с творчеством Г. Уэллса. В дальнейшем они перестали общаться, рукопись осталась у Хантера и хранилась в гараже среди разных бумаг. Там её и обнаружил Р. Джеймс. После кончины В. Хайнлайн в январе 2003 года, наследники приняли решение публиковать рукопись, первое издание увидело свет в ноябре 2003 года.
Русский перевод М. А. Зислиса был опубликован в октябре 2013 года издательством «Эксмо».